# Dibri-Assirikro
Dibri-Assirikro  est une localité du centre de la Côte d'Ivoire, et appartenant au département de Sakassou, district de la Vallée du Bandama. La localité de Dibri-Assirikro est un chef-lieu de commune. La localité de Dibri-Assirikro est un chef-lieu de commune.